# 알비솔라수페리오레
알비솔라수페리오레(이탈리아어: Albisola Superiore)는 이탈리아 리구리아주 사보나도의 코무네(지방 자치시)이다. 사보나에서 북동쪽 방향으로 5킬로미터, 제노바에서 남서쪽 방향으로 35킬로미터 떨어진 곳에 있다. 수호성인은 바리의 성 니콜라오이며, 이곳 출신의 유명한 인물은 교황 율리오 2세이다.